# Kirstin Maldonado
Pour les articles homonymes, voir Maldonado.
Kirstin Taylor (Kirstie) Maldonado, née le 16 mai 1992 à Fort Worth au Texas, est une chanteuse américaine et membre du groupe de chant a cappella Pentatonix récompensé aux Grammy Awards.
Avec Pentatonix, elle a sorti sept albums studio et remporté trois Grammy Awards.

## Biographie

### Enfance et éducation
Sa mère est espagnole-italienne, et son père, Michael Cisneros, mexicain. Elle a été élevée par sa mère Angelica Maldonado à Arlington au Texas. Elle n'avait que cinq ans lorsqu'elle a exprimé son désir de devenir chanteuse. À huit ans, elle a chanté à la réception du mariage de sa mère et a convaincu cette dernière de l’inscrire dans des cours de chant. Kirstin Maldonado commence également à faire du théâtre et joue dans plusieurs productions locales. C'est à travers la communauté théâtrale locale qu'elle a rencontré Mitch Grassi, un futur membre de Pentatonix.
Kirstin Maldonado a étudié à l'école catholique Holy Rosary puis plus tard à la Martin High School. À Martin High School, elle rencontre Scott Hoying, troisième membre du futur groupe. Les trois amis ont ainsi créé un trio d' a cappella et ont commencé à attirer l'attention de leurs camarades d’école par leurs reprises de chansons populaires,. Une fois diplômée de Martin High School en 2010, elle poursuit ses études à l'université d'Oklahoma où elle étudie la comédie musicale. Elle abandonne ses études pour former Pentatonix.

### Pentatonix
En 2011, elle est contactée par son ami de lycée Scott Hoying qui voulait composer un groupe pour la compétition a cappella The Sing-Off de la NBC. Elle accepte de rejoindre le groupe, également composé de Mitch Grassi, un autre de ses amis de lycée. Ensemble, ils forment le groupe a cappella Pentatonix avec Avi Kaplan et Kevin Olusola. Le groupe remporte la troisième saison (en) de The Sing-Off. Depuis, ils ont sorti plusieurs albums et EP's qui se sont vendus à presque 10 millions d’exemplaires, ont fait des tournées internationales et ont remporté trois Grammy Awards. En juin 2023, leur chaîne YouTube comptabilise plus de 20 millions d'abonnés et plus de 6,020 milliards de vues.

### Autres projets et apparitions
En mai 2014, Maldonado s'est produite à l'Hippodrome de Londres sur la chanson Never Neverland avec Scott Alan.
En janvier 2016, Kirstin Maldonado a interprété la chanson Somewhere Over the Rainbow au World Dog Awards en l'honneur des chiens qui ont joué le rôle de Toto dans l’histoire du Magicien d’Oz.
En février 2016, le groupe a cappella Voctave a sorti la vidéo Disney Love Medley à laquelle Kirstin Maldonado et son fiancé Jeremy Michael Lewis ont participé. Dans cette vidéo, ils interprètent les chansons I See the Light de Raiponce, You'll Be in My Heart de Tarzan et Go the Distance d'Hercule avec les membres de Voctave dans les chœurs.
En mai 2016, Kirstin Maldonado, Mitch Grassi et Scott Hoying sont apparus dans l'épisode 16 de la saison 11 (Casser la voix) de la série Bones. Kirstin Maldonado a joué le rôle de Liz Dervan, un membre du groupe universitaire a capella Les Gingersnaps.
En mai 2017, elle sort un EP intitulé L O V E et composé de six chansons originales.

## Vie personnelle
Elle a été en couple de mars 2014 à octobre 2017 avec Jeremy Michael Lewis, rencontré sur The Sing-Off. Le couple se fiance le 29 mai 2016 (à la suite d'une demande de Jeremy devant la Tour Eiffel). Ils se séparent en octobre 2017 après 3 ans de couple et 1 an de fiançailles.
Elle est en couple depuis 2018 avec le réalisateur Ben Hausdorff, avec qui elle avait collaboré sur plusieurs projets. Le 19 mars 2022, Kirstin annonce être enceinte de son premier enfant. Elle accouche d'une petite fille, Elliana Violet, le 28 juin 2022[réf. nécessaire]. Le couple se fiance en mars 2023 à l'occasion du passage au Japon de la tournée mondiale de Pentatonix. . Ils se marient le 21 avril 2024 au Texas. Le 13 novembre 2024, elle annonce être enceinte de son deuxième enfant.